# Söllerkopf Südlicher
Il  Söllerkopf Südlicher    è una montagna alta 2.390 m sopra il livello del mare sita nelle Alpi dell'Algovia nello stato federale austriaco del Tirolo, in Austria. La vetta si trova nella valle Lechtal ed è' una vetta sussidiaria del Bretterspitze e sorge nella catena montuosa dell'Hornbach, che separa la valle dell'Hornbach a nord-ovest dalla valle dell'Haglertal, una valle laterale della valle del Lech a sud-est. Il paese più vicino è Häselgehr nella Lechtal. La montagna vicina a ovest è il Noppenspitze alto 2.594 m , mentre a nord-est si trova il Woleggleskarspitze alto 2.522 m . A sud, il Sattelkarspitze forma una dorsale pronunciata che separa il Sattelkar a ovest dal Woleckleskar a est. A nord e a nord-ovest, ripide pareti rocciose precipitano nel Bretterkar.  Per raggiungere Söllerkopf non esiste un sentiero escursionistico "normale" che conduca fino alla vetta e non è una meta alpinistica molto frequentata. La vetta si trova 1,1 km a sud-sudest della vetta Kreuzkarspitze. Il rifugio di montagna più vicino è l'Hermann von Barth-Hütte, situato 2 km a ovest-sudovest. e poco distante si trova la Jöchleshütte. 

## Prime ascensioni
La prima ascensione documentata risale al 2 settembre 1898, quando Hermann Lossen (alpinista morto l'11 agosto 1942) scalò la vetta salendo dal Balschtesattel e seguì la cresta meridionale della montagna fino al picco in 30 minuti, inizialmente percorrendo il versante su erba e terreno scosceso, poi con un'arrampicata di media difficoltà. Nel 1900 Hans Leberle fece la sua prima salita percorrendone la cresta.